# Live at Woburn
Albums de The Jimi Hendrix Experience
Live in Paris and Ottawa 1968
(2008) Valleys of Neptune
(2010)
Live at Woburn est un album live et posthume de The Jimi Hendrix Experience sorti le 28 juillet 2009 par le label Dagger Records. Il a été enregistré le 6 juillet 1968 au festival de musique de Woburn dans le Bedfordshire.

## Titres
Toutes les chansons sont de Jimi Hendrix, sauf indication contraire.
1. Introduction – 1:07
2. Sgt. Pepper's Lonely Hearts Club Band (John Lennon, Paul McCartney) – 1:11
3. Fire – 4:19
4. Tax Free (Bo Hansson, Jan Carlsson) – 10:11
5. Red House – 11:30
6. Foxy Lady – 4:55
7. Voodoo Child (Slight Return) – 6:38
8. Purple Haze – 8:10

## Musiciens
- Jimi Hendrix : guitare, chant
- Mitch Mitchell : batterie
- Noel Redding : guitare basse